# М'ята кучерява
М'я́та кучеря́ва, М'я́та колосоподібна (лат. Mentha crispa L. син. Mentha X piperita, Mentha spicata L.) — багаторічна рослина, яка належить до культурних видів м'яти. Поєднує в собі смакові властивості декількох м'ятних рослин, але має в той же час свій м'ятний смак, доволі ніжний і приємний, без ментолового присмаку.
Росте здебільшого в Північній Америці, Англії, Італії, Китаї, країнах Західної Європи, Україні, в європейській частині Росії.
Має інші назви: м'ята кучерява, м'ята колосникова, м'ята городня, м'ята німецька, м'ята ярова, м'ятка.

## Опис
Mentha spicata - багаторічна трав'яниста рослина. Має 30–100 см заввишки, стебла та листя від голих до волохатих, а також широко розповсюджене м’ясисте підземне кореневище, з якого вона розростається. Листя 5–9 см завдовжки та 1,5–3 см завширшки, із зубчастим краєм. Стебло має квадратну форму, що є характерною ознакою сімейства м’ятних трав. Квітки м’яти з’являються тонкими колосами, кожна квітка рожевого або білого кольору, довжиною та шириною 2,5–3 мм . Цвіте м’ята влітку (з липня по вересень у північній півкулі)  і має відносно велике насіння розміром 0,62–0,90 мм . 
Mentha spicata значно варіюється за розмірами листкової пластинки, вираженістю жилок листя та опушенням .

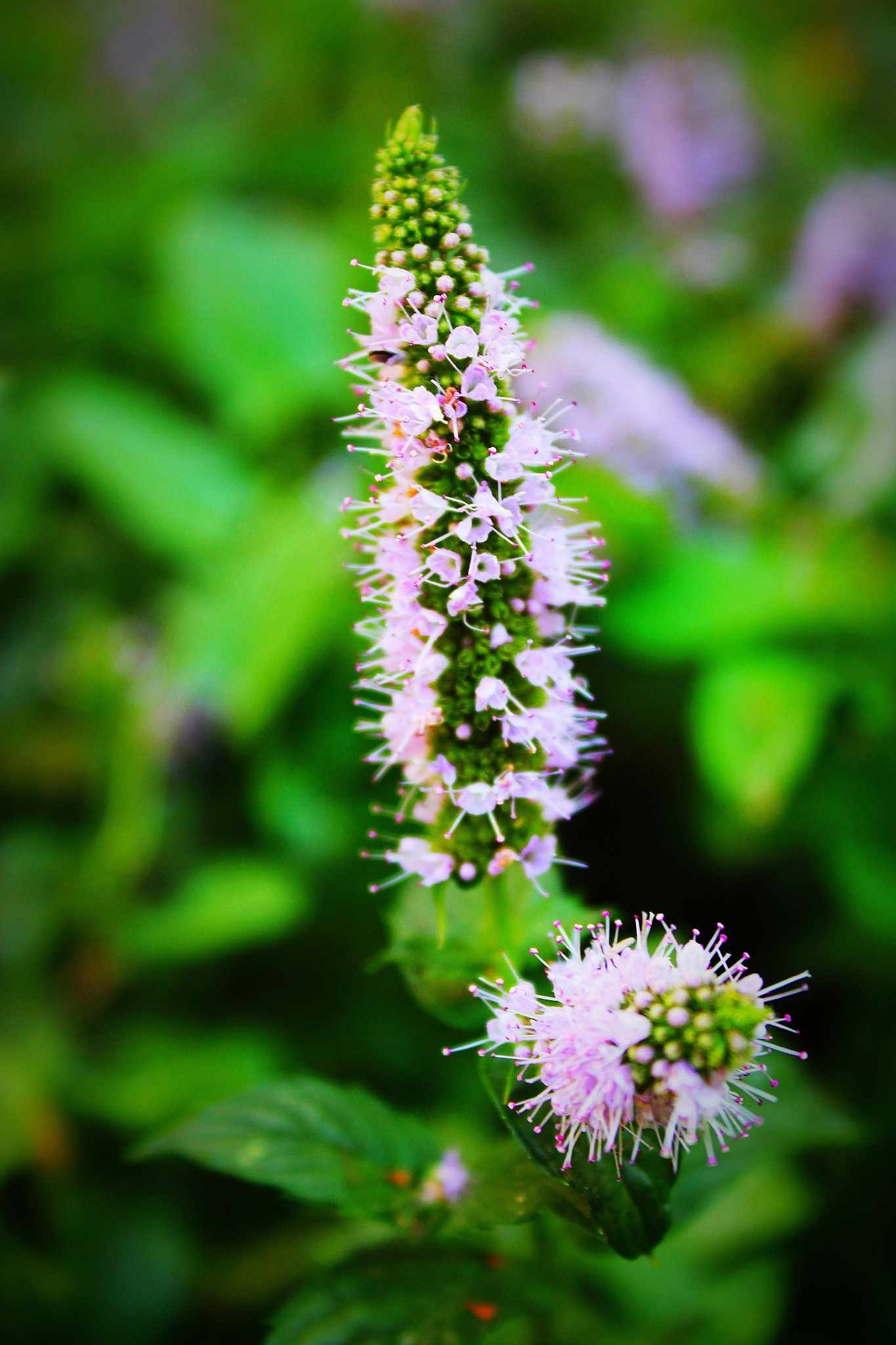
Mentha spicata
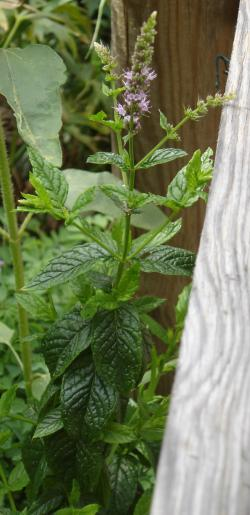
Рослина з квітами
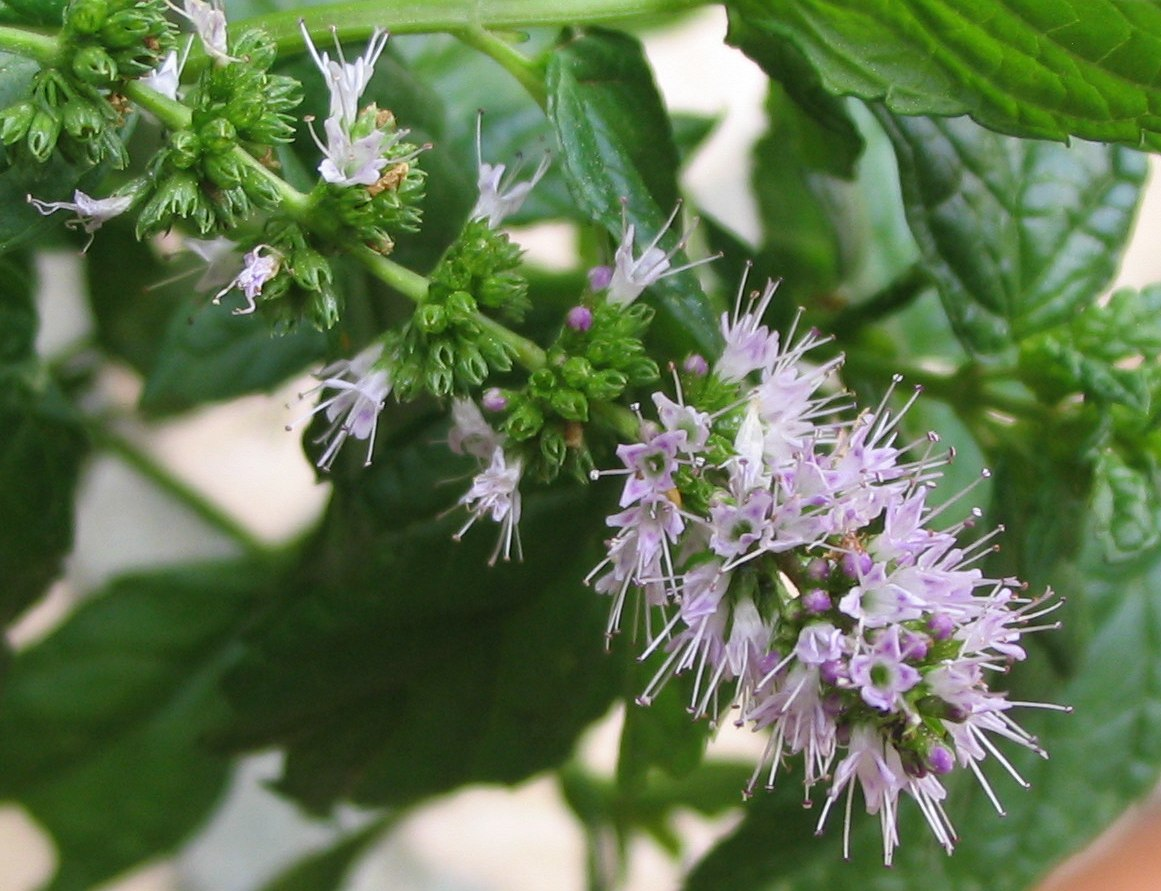
Квіти
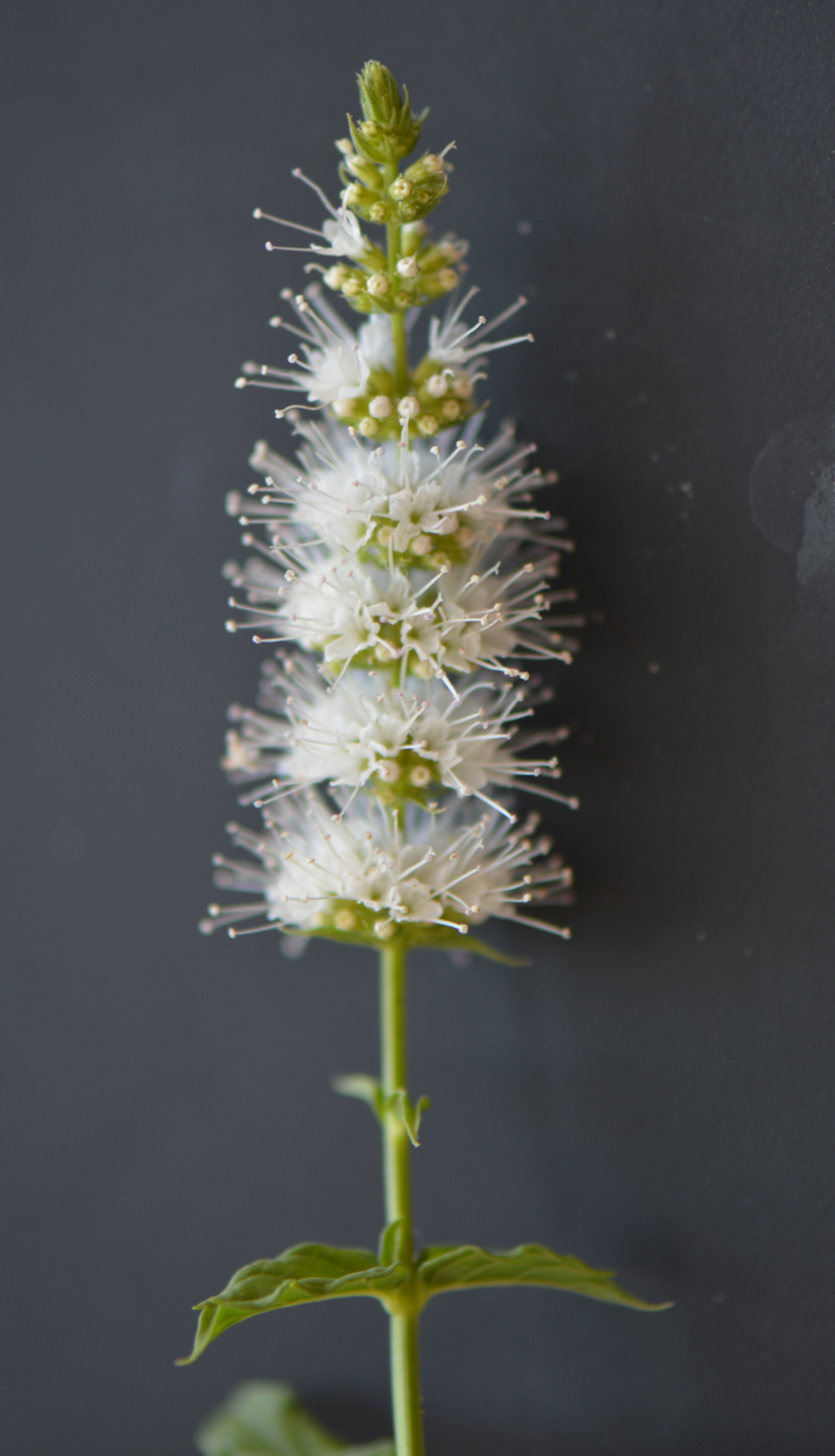
Білі квітучі завитки
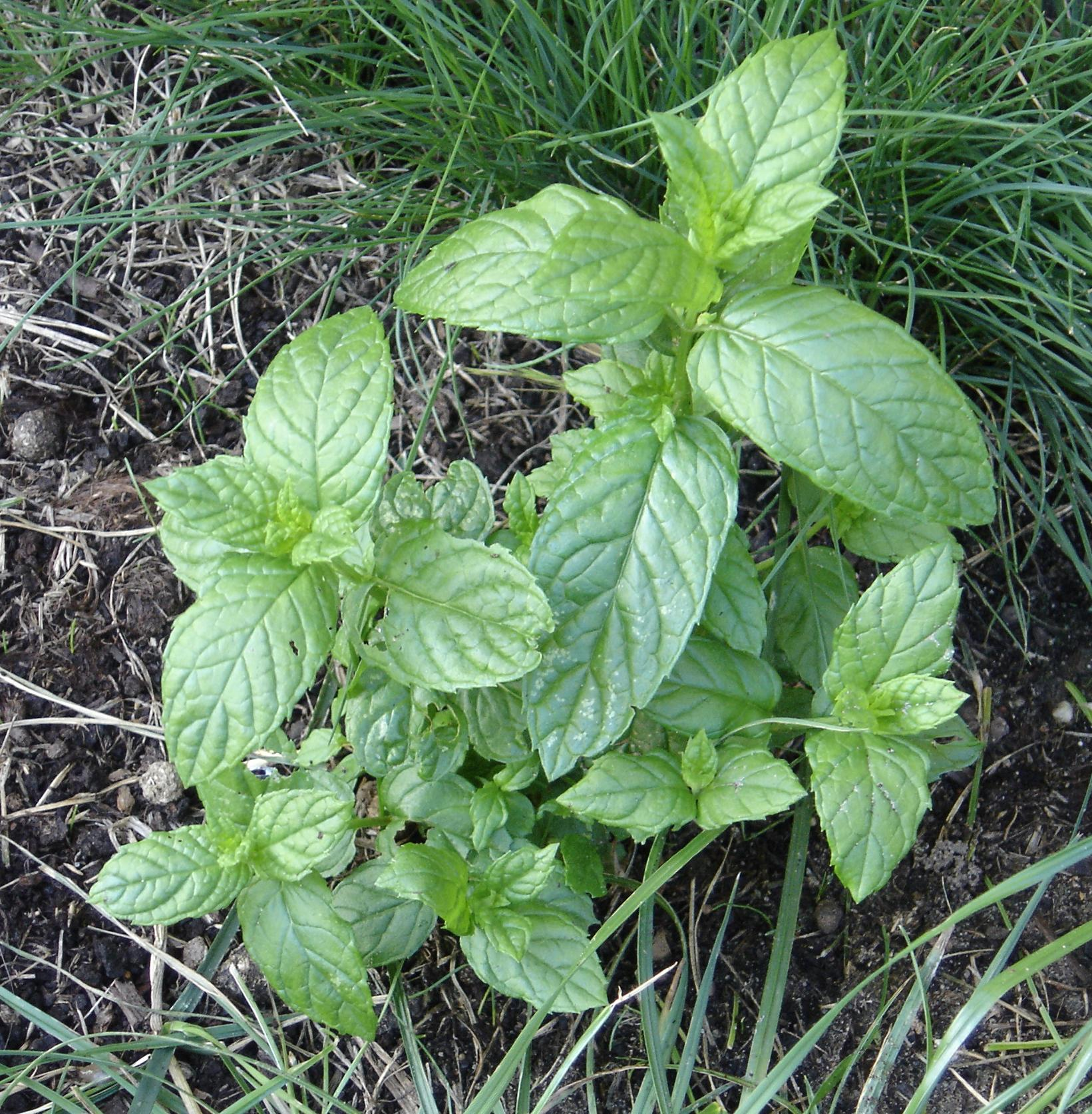

## Хімічний склад
М'яту кучеряву вирощують для приготування із зеленої маси ефірні олії, котрі містить карвон (81,5%),  ліналоол (5 %),  лимонен (3,4 %), цінеоль, цітрал, пулегон.

## Лікувальні властивості
Ефірну олію м'яти використовують в фармацевтичній промисловості. Листя, багате різними корисними речовинами, відварюють і застосовують в народній медицині для зняття болі при забиттях, для лікувальних ванн, а також як заспокійливий засіб.

## Смакові якості
М'ята кучерява володіє приємним ароматом, ніжнішим, ніж у перцевої м'яти. Її широко використовують в кулінарії.
Листочки м'яти додають в салати, супи, особливо у овочеві, а в деяких країнах — у молочні.

## Застосування
М'яту використовують під час заготування капусти. Сушене листя м'яти використовують для ароматизації соусів, м'ясних страв, в кондитерських виробах, для домашньої випічки. Ним посипають страви із дичини (особливо зайчатини).
В Білорусі м'ятою присмачують мочені яблука і солоні огірки.
В Україні м'ятою приправляють рибні і грибні страви, а також яловичину, буженину. Неповторний смак і аромат надає м'ята чаю.